# 入江彩水
入江 彩水（いりえ あやみ、1999年11月23日 - ）は、日本の女子バレーボール選手である。

## 来歴
岡山県出身。
岡山県立岡山東商業高等学校在学中の2018年、V・チャレンジリーグIIの大阪スーペリアーズへの入団が内定。2017/18シーズンの試合に出場しVリーグデビュー。
2019年からは日本バレーボールリーグ機構を退社しVリーグを脱退していたフォレストリーヴズ熊本の選手として、同年2月・3月の第9回全国6人制リーグ総合優勝大会・女子決勝リーグに出場した。
2020年からはチームがV.LEAGUE Division2に復帰したが、2020-21と2021-22の2シーズンで未勝利が続き、2022-23シーズンで復帰後初勝利を挙げるとチームはシーズン20戦で8勝を挙げ、自身は得点王を受賞した。
新Vリーグとなった2024-25シーズンではチームのプレーオフ進出に貢献し、トップスコアラーを受賞した。

## 受賞歴
- 2023年 - 2022-23 V.LEAGUE DIVISION2 WOMEN 得点王
- 2024年 - 2024-25 V.LEAGUE WOMEN トップスコアラー・レギュラーシーズンベスト6

## 所属チーム
- 豊スポーツ少年団
- 岡山市立西大寺中学校（2012-2015年）
- 岡山県立岡山東商業高等学校（2015-2018年）
- 大阪スーペリアーズ（2018年）
- フォレストリーヴズ熊本（2019年-）